# Sexed up
Sexed up is een single uit 2003 van de Britse zanger Robbie Williams. Het is het vijfde nummer van het album Escapology.

## Tracklist
1. Sexed Up
2. Get A Little High
3. Appliance Of Silence

## Hitnoteringen
| "Sexed up" in de Nederlandse Top 40 -- binnen: 8-11-2003 | "Sexed up" in de Nederlandse Top 40 -- binnen: 8-11-2003 | "Sexed up" in de Nederlandse Top 40 -- binnen: 8-11-2003 | "Sexed up" in de Nederlandse Top 40 -- binnen: 8-11-2003 | "Sexed up" in de Nederlandse Top 40 -- binnen: 8-11-2003 | "Sexed up" in de Nederlandse Top 40 -- binnen: 8-11-2003 | "Sexed up" in de Nederlandse Top 40 -- binnen: 8-11-2003 | "Sexed up" in de Nederlandse Top 40 -- binnen: 8-11-2003 | "Sexed up" in de Nederlandse Top 40 -- binnen: 8-11-2003 | "Sexed up" in de Nederlandse Top 40 -- binnen: 8-11-2003 | "Sexed up" in de Nederlandse Top 40 -- binnen: 8-11-2003 | "Sexed up" in de Nederlandse Top 40 -- binnen: 8-11-2003 | "Sexed up" in de Nederlandse Top 40 -- binnen: 8-11-2003 |
| Week                                                     | 1                                                        | 2                                                        | 3                                                        | 4                                                        | 5                                                        | 6                                                        | 7                                                        | 8                                                        | 9                                                        | 10                                                       | 11                                                       | 12                                                       |
| -------------------------------------------------------- | -------------------------------------------------------- | -------------------------------------------------------- | -------------------------------------------------------- | -------------------------------------------------------- | -------------------------------------------------------- | -------------------------------------------------------- | -------------------------------------------------------- | -------------------------------------------------------- | -------------------------------------------------------- | -------------------------------------------------------- | -------------------------------------------------------- | -------------------------------------------------------- |
| Nummer                                                   | 25                                                       | 12                                                       | 12                                                       | 13                                                       | 12                                                       | 20                                                       | 17                                                       | 17                                                       | 21                                                       | 21                                                       | 30                                                       | 34                                                       |

| "Sexed up" in de Nederlandse Single Top 100 -- binnen: 8-11-2003 | "Sexed up" in de Nederlandse Single Top 100 -- binnen: 8-11-2003 | "Sexed up" in de Nederlandse Single Top 100 -- binnen: 8-11-2003 | "Sexed up" in de Nederlandse Single Top 100 -- binnen: 8-11-2003 | "Sexed up" in de Nederlandse Single Top 100 -- binnen: 8-11-2003 | "Sexed up" in de Nederlandse Single Top 100 -- binnen: 8-11-2003 | "Sexed up" in de Nederlandse Single Top 100 -- binnen: 8-11-2003 | "Sexed up" in de Nederlandse Single Top 100 -- binnen: 8-11-2003 | "Sexed up" in de Nederlandse Single Top 100 -- binnen: 8-11-2003 | "Sexed up" in de Nederlandse Single Top 100 -- binnen: 8-11-2003 | "Sexed up" in de Nederlandse Single Top 100 -- binnen: 8-11-2003 | "Sexed up" in de Nederlandse Single Top 100 -- binnen: 8-11-2003 | "Sexed up" in de Nederlandse Single Top 100 -- binnen: 8-11-2003 | "Sexed up" in de Nederlandse Single Top 100 -- binnen: 8-11-2003 | "Sexed up" in de Nederlandse Single Top 100 -- binnen: 8-11-2003 |
| Week                                                             | 1                                                                | 2                                                                | 3                                                                | 4                                                                | 5                                                                | 6                                                                | 7                                                                | 8                                                                | 9                                                                | 10                                                               | 11                                                               | 12                                                               | 13                                                               | 14                                                               |
| ---------------------------------------------------------------- | ---------------------------------------------------------------- | ---------------------------------------------------------------- | ---------------------------------------------------------------- | ---------------------------------------------------------------- | ---------------------------------------------------------------- | ---------------------------------------------------------------- | ---------------------------------------------------------------- | ---------------------------------------------------------------- | ---------------------------------------------------------------- | ---------------------------------------------------------------- | ---------------------------------------------------------------- | ---------------------------------------------------------------- | ---------------------------------------------------------------- | ---------------------------------------------------------------- |
| Nummer                                                           | 86                                                               | 47                                                               | 33                                                               | 39                                                               | 45                                                               | 43                                                               | 55                                                               | 61                                                               | 57                                                               | 56                                                               | 64                                                               | 68                                                               | 75                                                               | 77                                                               |